# Triple Concerto de Beethoven
Le Triple Concerto en do majeur, opus 56, de Ludwig van Beethoven, est un concerto pour piano, violon, violoncelle et orchestre.
Composé entre 1803 et 1804, il est contemporain de la Symphonie « Héroïque » et il est dédié au prince Joseph Franz von Lobkowitz, mélomane et mécène, à qui Beethoven dédia également ses Troisième, Cinquième et Sixième symphonies. La première exécution eut lieu au printemps 1804 dans la salle de musique du Palais Lobkowitz à
Vienne,, avec le compositeur au piano, Anton Wranitzky au violon et Antonín Kraft au violoncelle. La partition fut publiée en 1807 (Bureau
des Arts et d’Industrie, Vienne),. La création eut lieu à Leipzig en février 1808, après quelques révisions, puis à Vienne en mai de la même année.
Sa forme est unique dans le domaine musical, même si on peut le rapprocher du Double concerto pour violon, violoncelle et orchestre de Johannes Brahms, très largement postérieur. Il s'agit peut-être d'une réminiscence du concerto grosso où un pupitre est particulièrement mis en avant, ou du concertino où l'orchestre dialogue avec différents solistes.

## Structure
L'œuvre comporte trois mouvements et son exécution dure un peu plus de trente minutes, dont plus de la moitié pour l'allegro (environ dix-sept minutes). Le largo dure environ cinq minutes et le rondo environ treize minutes, l'enchaînement entre les deux étant continu.
1. Allegro, en do majeur, à
2. Largo (attacca), en la bémol majeur, à
3. Rondo alla polacca, en do majeur, à

## Orchestration
| Orchestration du Triple Concerto pour piano, violon, violoncelle                                      |
| Solistes                                                                                              |
| Piano, violon, violoncelle                                                                            |
| Cordes                                                                                                |
| premiers violons, seconds violons, altos, violoncelles, contrebasses                                  |
| Bois                                                                                                  |
| 1 flûte (tacet dans le Largo), 2 hautbois, 2 clarinettes en do (en si bémol dans le Largo), 2 bassons |
| Cuivres                                                                                               |
| 2 cors en do (en mi bémol dans le Largo), 2 trompettes en do (tacet dans le Largo)                    |
| Percussions                                                                                           |
| timbales en do et sol (tacet dans le Largo)                                                           |

## Enregistrements marquants
- John Corigliano, Leonard Rose, et Walter Hendl avec Bruno Walter et l'Orchestre philharmonique de New York, 1949
- David Oïstrakh, Sviatoslav Knushevitsky, et Lev Oborine, avec Sir Malcolm Sargent et l'Orchestre Philharmonia, 1958
- Yehudi Menuhin, Maurice Gendron et Hephzibah Menuhin avec István Kertész et l'Orchestre symphonique de Londres, 1964
- Isaac Stern, Leonard Rose, et Eugene Istomin, avec Eugene Ormandy et l'Orchestre de Philadelphie, 1964
- Rudolf Serkin, Jaime Laredo, Leslie Parnas, Orchestre du Festival de Marlboro, dir. Alexander Schneider, 1964 (Sony)[5]
- David Oïstrakh, Mstislav Rostropovitch, et Sviatoslav Richter, avec Herbert von Karajan et l'Orchestre philharmonique de Berlin, 1969 (Warner)[5]
- Claudio Arrau, Henryk Szeryng, János Starker, New Philharmonia Orchestra, dir. Eliahu Inbal, 1970 (Decca)
- Sviatoslav Richter, David Oïstrakh, Mstislav Rostropovich, Kiril Kondrashin et l'Orchestre Philharmonique d'état de Moscou, 1970, (Melodyia)[6]
- Anne-Sophie Mutter, Yo-Yo Ma et Mark Zeltser, avec Herbert von Karajan et le Berliner Philharmoniker, 1979
- Itzhak Perlman, Yo-Yo Ma et Daniel Barenboim dirigeant de son piano le Berliner Philharmoniker, 1995
- Dong-Suk Kang, Maria Kliegel, et Jenő Jandó, avec Béla Drahos et la Nicolaus Esterházy Sinfonia, 1997
- Renaud Capuçon, Mischa Maisky et Martha Argerich, avec Alexandre Rabinovitch et l'Orchestre de la Suisse italienne, 2003
- Pierre-Laurent Aimard, Thomas Zehetmair, Clemens Hagen, Orchestre de chambre d’Europe, dir. Nikolaus Harnoncourt, 2004 (Warner)[5]
- Yefim Bronfman, Gil Shaham, Truls Mørk, Orchestre de la Tonhalle de Zurich, dir. David Zinman, 2004 (Arte Nova)[5]
- Ilya Gringolts, Mario Brunello et Alexander Lonquich, avec Claudio Abbado et l'Orchestre symphonique Simón Bolívar, 2006
- Dejan Lazić, Giuliano Carmignola, Sol Gabetta, Orchestre de chambre de Bâle, dir. Giovanni Antonini, 2013 (Sony)[5]